# Kloster Calers
Das Kloster Calers (Calercium; Notre-Dame de Calers) ist eine ehemalige Zisterzienserabtei im Département Haute-Garonne, Region Okzitanien in Frankreich. Das Kloster liegt in der Gemeinde Gaillac-Toulza rund 44 Kilometer südlich von Toulouse am Ruisseau de Calers.

## Geschichte
Das Kloster wurde 1148 als Tochter von Kloster Grandselve gegründet und gehörte damit der Filiation der Primarabtei Clairvaux an. In der Französischen Revolution fand es 1790 sein Ende.

## Bauten und Anlage
Einige Reste der Klosteranlage (darunter zwei teils vermauerte spitzbogige Arkaden?) sollen in dem Weiler Calers noch vorhanden sein.